# 299 г. пр.н.е.
299 (двеста деветдесет и девета) година преди новата ера (пр.н.е.) е година от доюлианския (Помпилийски) римски календар.

## Събития

### В Египет
- Деметрий I Полиоркет изпраща своя шурей Пир като заложник в двора на Птолемей I, за да подобри отношенията си с египетския цар.[1]

### В Римската република
- Консули са Марк Фулвий Петин и Тит Манлий Торкват.
- Основана е латинската колония Нарния.[2]
- Келтска орда навлиза в Етрурия и сключва съюз с местните етруски насочен срещу Рим. Римляните сключват съюз с пицените, за да осигурят тяхната ненамеса в конфликта и изпращат консулът Торкват да започне кампания срещу вражеските племена, но той загива вследствие на инцидент. На негово място за суфектконсул е избран Марк Валерий Корв.[3]
- Броят на всички триби е увеличен до 33 със създаването на трибите Аниензис и Терентина.[2][3]

## Починали
- Тит Манлий Торкват, консул през тази година